# Matola (Mosambik)
Matola (portugiesisch 1968–1972 Vila Salazar, 1972–1975 Cidade Salazar) ist die Hauptstadt der Provinz Maputo in Mosambik. Die Stadt gehört zur Metropolregion von Maputo.

## Namensherkunft
Matola ist ein häufiger Familienname und leitet sich ab von Matsolo, einem Ronga-Königreich, das dort vor der Kolonisierung bestand. Während der portugiesischen Kolonialherrschaft war die Stadt zeitweise nach dem portugiesischen Präsidenten António de Oliveira Salazar benannt.

## Geographie
Matola liegt am westlichen Ende der Bucht von Maputo. Seit 1998 ist die Stadt eine eigenständige Municipio.
Durch Matola fließt der gleichnamige Fluss.

## Bevölkerung
Bei der Volkszählung 1997 hatte Matola 440.927 Einwohner. Bei der Volkszählung 2007 war die Einwohnerzahl auf 671.556 gestiegen und lag beim Zensus 2017 bei 1.616.267, womit es die größte Stadt in Mosambik wäre. Die Revision der Volkszählung ergab eine Einwohnerzahl von 1.032.197.

## Wirtschaft und Verkehrsinfrastruktur
Matola ist eine Industriestadt an der Nationalstraße EN4. Sie hat einen wichtigen Hafen für Chrom- und Eisenerz aus Eswatini und der Republik Südafrika, der zum Hafen Maputo gehört. Es gibt dort Raffinerien (im Augenblick außer Betrieb) und Fabriken, die unter anderem Zement, Seife und Agrarchemikalien herstellen. Der wichtigste Betrieb ist eine Aluminiumschmelzanlage von Mozal, die 2002 in Betrieb genommen wurde.

## Geschichte
In Matola wurden Tonscherben einer frühen eisenzeitlichen Kultur gefunden, deren Dekor den in Kwale (Kenia) gefundenen bemerkenswert ähnelt. Da die Funde in Matola auf einen Zeitraum von 200 bis 400 n. Chr. datiert wurden, stammen die Funde aus Mosambik und Kenia aus dem gleichen Zeitraum. Einige Funde in Matola werden der Gokomere/Ziwa-Tradition zugeordnet.
Am 30. Januar 1981 führten Kommandoeinheiten der Südafrikanischen Armee einen Angriff (Operation Beanbag) auf die Unterkünfte von Mitgliedern des African National Congress in Matola durch und töteten dabei mindestens 15 Personen. Unter den Toten befanden sich auch Mitglieder des Umkhonto we Sizwe. Am Einsatz waren Mitglieder des 5. Reconnaissance Regiment vom Special-Forces-Standort Phalaborwa beteiligt.
Nach einer öffentlichen Erklärung des damaligen Armeebefehlshabers (CSADF) Constand Viljoen wurden dabei Planungs- und Führungsstellen des ANC-Hauptquartiers in Mosambik zerstört.
Zu einer weiteren Kommandoaktion (Operation Skerwe) an diesem Ort durch südafrikanische Spezialeinheiten kam es am 23. Mai 1983. Hierbei verloren 41 ANC-Aktivisten und fünf unbeteiligte mosambikanische Zivilisten sowie ein Flüchtling aus Südafrika ihr Leben. Ein weiterer Angriff auf das ANC-Büro im Zentrum von Maputo ereignete sich im selben Jahr am 17. Oktober.

## Partnerschaften
Die Stadt Matola unterhält Gemeindepartnerschaften mit folgenden Städten: 
| Stadt            | Land     | seit |
| ---------------- | -------- | ---- |
| Alvaiázere       | Portugal | 2008 |
| Loures           | Portugal | 1996 |
| Seixal           | Portugal |      |
| Viana do Castelo | Portugal | 2006 |
| Viseu            | Portugal | 2011 |

Die Escola Secundária da Matola ist Partnerschule der Sportschule Potsdam „Friedrich Ludwig Jahn“.